# 빌헬름 폰 외스터라이히 공작
빌헬름(독일어: Wilhelm der Freundliche, 1370년경 – 1406년 7월 15일)으로 알려진 합스부르크가와 빌헬름 가문의 일원은 1386년부터 오스트리아 공작이었다. 그는 레오폴디아 가문의 수장으로서, 1396년부터 죽을 때까지 내오스트리아의 공국인 카린티아, 스티리아, 카르니올라 공국, 티롤 후백국과 외오스트리아를 다스렸다.

## 생애
비엔나에서 태어난 빌헬름은 오스트리아의 공작 레오폴트 3세 (1351~1386)와 밀라노의 군주 베르나보 비스콘티의 딸이자, 배우자였던 비리디스 비스콘티(1352~1414) 사이에 태어난 장남이었다. 레오폴트 3세는 이미 오스트리아 영토인 티롤과 슈바벤에 대한 섭정으로 활동했다. 1379년에 그는 형인 알베르 3세 공작과 노이베르크 조약을 체결하여 내오스트리아 땅도 받았다.
1370년, 8세가 된 빌헬름은 폴란드의 왕이 된 헝가리 왕 러요시 1세의 막내딸인 헤드비히 공주(야드비가, 1373-1399)와 약혼했다. 이것은 첫 번째 시도 중 하나였다. 러요시가 그의 큰 딸 마리와 그녀의 약혼자 룩셈부르크의 지기스문트가 폴란드에서 승계하도록 의도한 것처럼 합스부르크가는 상속녀와 결혼하여 지배권을 확장하고, 야드비가는 헝가리 왕국의 상속인으로 지정되었다. 1382년  러요시 왕이 죽자 마리가 헝가리를 계승했다. 그러나 폴란드인 귀족들은 마리와 지기스문트를 거부하고, 대신 야드비가를 왕비로 선택했다. 그들은 또한 빌헬름과의 약혼을 거부하고, 약혼을 파기했다.

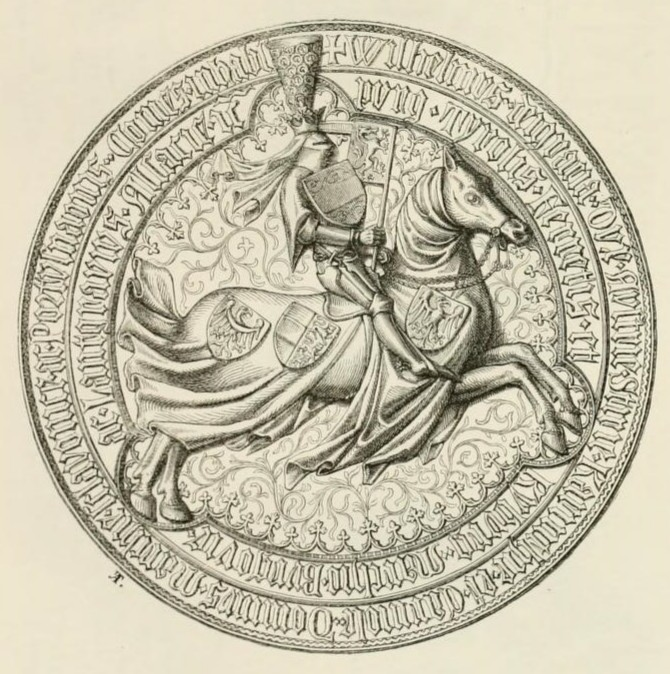
오스트리아 빌헬름의 인장

폴란드 영주들은 야드비가의 14세 약혼자 합스부르크의 빌헬름을 자신들의 군주로 받아들이기를 원하지 않았다. 그들은 경험이 부족한 빌헬름과 그의 오스트리아 친족이 강력한 이웃, 특히 보헤미아와 브란덴부르크를 통제하고, 헝가리에 대한 강력한 주장을 하고 있던 룩셈부르크로부터 폴란드의 이익을 보호할 수 없다고 생각했다. 할레치에 따르면, 소폴란드의 영주들은 야드비가가 이교도인 리투아니아의 요가일라 공작과 결혼해야 한다고 제안한 최초의 사람들이었다.
요가일라는 1385년 1월에 형제인 스키르가일라와 하눌의 리가에서 온 독일인 시민을 포함한 그의 사절을 크라쿠프로 보내 야드비가의 손을 요청했다.  야드비가는 그녀의 어머니가 결정할 것이라고만 대답하면서 대답을 거부했다. 요가일라의 두 사절은 헝가리로 떠나 엘리자베스 여왕을 만났다. 얀 드우고시의 연대기에 따르면, 그녀는 그들에게 "폴란드에 유익한 것은 무엇이든 허용할 것이며 그녀의 딸과 왕국의 고위 성직자들과 귀족들이 기독교와 그들의 왕국에 도움이 된다고 생각하는 일을 해야 한다고 주장했다"고 말했다. 산도미에 시 크라쿠프의 귀족들폴란드는 6월이나 7월에 크라쿠프에 모여 "더 현명한 사람들의 대다수"가 요가일라의 결혼 제안 수락에 투표했다.

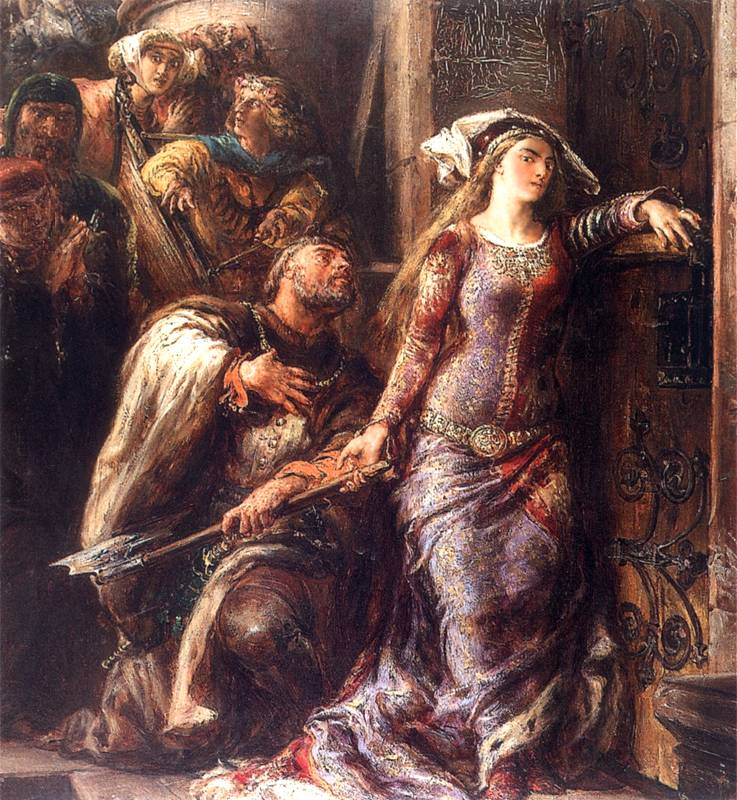
고라지의 디미트르: 빌헬름과 합류하기 위해 성문을 부수려는 야드비가, by 얀 마테코

한편, 빌헬름의 아버지 레오폴트 3세는 1385년 7월 말에 서둘러 부다로 가서 8월 16일 이전에 빌헬름과 야드비가 사이의 결혼을 완료할 것을 요구했다. 엘리자베스 여왕은 결혼에 대한 이전 합의를 확인하고 오폴레의 블라디슬라우 2세에게 결혼식을 준비하라고 명령했다. 교회법에 따르면 야드비가의 결혼 성사는 유능한 성직자가 그녀의 조숙한 성숙을 증언한 경우에만 12세 이전에 완료될 수 있었다. 에스테르곰의 대주교인 데메트리우스는 필요한 문서를 발행했다. 빌헬름은 8월 상순에 크라쿠프로 갔지만, 바벨 성으로의 진입은 금지되었다. 드우고시는 야드비가와 빌헬름은 근처의 프란체스코 수녀원에서만 만날 수 있다고 말했다
빌헬름과 야드비가 사이의 결혼 완료에 대한 동시대 또는 거의 동시대의 기록은 모순되고 불분명하다. 크라쿠프 시 당국의 공식 기록에 따르면, 1385년 8월 23일 여왕의 결혼 축하 행사를 기념하여 시 감옥에 갇힌 수감자들이 사면되었다. 한편, 동시대 오스트리아 연대기인 《클라우스트로뉴부스기스 연대기》(Continuatio Claustroneubusgis)는 폴란드인들이 빌헬름이 결혼 생활을 완성하기 전에 살해하려 했다고 기술하고 있다. 다음 세기에 드우고시는 빌헬름이 “여왕의 침실”에 들어간 후 “부끄럽고 공격적인 방식으로 제거되어 성에서 쫓겨났다”고 말한다. 그러나 같은 연대기에서는 야드비가가 “많은 사람들이 알고 있었다... 그녀가 2주 동안 빌헬름 공작과 침대를 공유했고, 육체적인 완성이 있었다”는 것을 잘 알고 있었다고 언급한다.
드우고시에 따르면 빌헬름이 여왕의 침실에 들어갔을 때 폴란드 귀족 그룹이 성에 침입하여 빌헬름을 강제로 탈출시켰다. 이 굴욕 후에 드우고시는 계속되고 야드비가는 바벨성을 떠나 빌헬름과 합류하기로 결정했지만, 성의 문이 잠겨 있다. 그녀는 "도끼를 부수려고" 했지만, 고라이의 다마투르는 그녀에게 성에 돌아오도록 설득했다. 오스카 할레치는 드우고시의 이야기가 “낭만적인 전설로 치부될 수 없다”고 말한다. 로버트 1세, 프로스트(Robert I. Frost)는 그것이 “거의 확실히 외설적인 이야기”라고 썼다. 그러나 오스트리아의 빌헬름이 폴란드를 떠날 수밖에 없었다는 것은 의심의 여지가 없다.
1386년 레오폴트 3세는 젬파흐 전투에서 전사했다. 빌헬름과 그의 형제 레오폴트 4세가 그의 뒤를 이어 삼촌 알베르 3세와 함께 통치하는 오스트리아 공작이 되었다. 1395년 공작 알베르 3세가 사망하고 빌헬름의 사촌인 그의 외아들 알베르 4세가 왕위를 계승하면서 치열한 상속 분쟁이 발생했다. 이듬해 1379년 노이베르크 조약에 따라 협정이 체결되었고, 이에 따라 빌헬름은 오스트리아에 대한 통치권을 알베르 4세에게 넘기고 합스부르크 레오폴트 가문의 맏형으로서 3개의 내오스트리아 공국과 그라츠에 거주하는 티롤 백국령을 계속 통치하게 되었다.
1401년에 빌헬름은 또 다른 추정 상속녀인 나폴리의 요안나 공주와 결혼했다. 그러나 결혼 생활을 통해 자손을 보지는 못했다. 빌헬름은 1414년 그의 아내가 남동생인 나폴리의 라디슬라우스를 계승하여 요안나 2세 여왕이 되는 것을 보지 못했다.
1404년에 그의 사촌인 알베르 4세가 죽고, 알베르티누스 가문의 땅은 일곱 살 나이의 아들인 알베르 5세에게 남겨졌다. 빌헬름은 오스트리아의 섭정으로 활동하여 다시 한번 그의 작은 조카에게서 알베르티나 영토를 빼앗으려 했으나 죽기 전에 성공하지 못했다.
빌헬름은 1406년 비엔나에서 상속인 없이 사망했다. 그는 비엔나의 성 슈테판 대성당에 있는 듀칼 크립트에 묻혔다. 그가 사망하자 합스부르크 세습 토지의 또 다른 분할이 이루어졌다. 그 후 빌헬름의 형제 레오폴트 4세가 오스트리아 본토의 섭정을 이어받았고, 셋째로 태어난 에른스트 강철공이 내오스트리아 공국을, 그리고 막내 프리드리히 4세가 티롤과 외오스트리아를 다스렸다.